# Toxorhina australasiae
Toxorhina australasiae är en tvåvingeart som först beskrevs av Alexander 1922.  Toxorhina australasiae ingår i släktet Toxorhina och familjen småharkrankar. Inga underarter finns listade i Catalogue of Life.